# El Riu d'Aparici
El Riu d'Aparici, és una partida en bona part constituït per camps de conreu actualment parcialment abandonats del terme municipal de Conca de Dalt, al Pallars Jussà, a l'antic terme de Toralla i Serradell, en el territori del poble d'Erinyà.
Està situat al sud-oest d'Erinyà, al sud-est de lo Planell, a l'esquerra del riu de Serradell. És al sud-oest, també, dels Esmallols i al nord de l'Obac d'Erinyà.